# Teatro Juan Bravo
El teatro Juan Bravo es el teatro principal de la ciudad de Segovia, comunidad autónoma de Castilla y León, España.
Su construcción data de 1917, obra del arquitecto Francisco Javier Cabello Dodero, siendo inaugurado el 26 de octubre de 1918. El inmueble fue adquirido por la Diputación Provincial de Segovia en 1982, entidad que lo rehabilitó y abrió de nuevo al público en 1989 con el proyecto de los arquitectos Gloria Alcázar, Miguel Ángel García y Carlos Lavesa, financiado por el Programa de Rehabilitación de 52 Teatros del siglo XIX (1985) del Ministerio de Obras Públicas y Urbanismo y del Ministerio de Cultura.
Declarado bien de interés cultural, con la categoría de monumento, el 29 de septiembre de 2022, se sitúa en la Plaza Mayor segoviana, en el mismo lugar que anteriormente habían ocupado el teatro de La Zarzuela y el cine Reina Victoria. Recibe su nombre del líder comunero local Juan Bravo.
El inmueble fue adquirido por la Diputación Provincial de Segovia en 1982, entidad que lo rehabilitó y abrió de nuevo al público en 1989.